# Urophora sirunaseva
Urophora sirunaseva
 es una especie de insecto del género Urophora de la familia Tephritidae del orden Diptera. 
Erich Martin Hering la describió científicamente por primera vez en el año 1938.
Tiene dos generaciones por año. Forma agallas en los frutos de especies de Centaurea. Su distribución original es en el Paleártico. Ha sido introducida intencionalmente en Norteamérica como control biológico de Centaurea solstitialis, una especie invasora en esa región.